# التعليم في الهواء الطلق

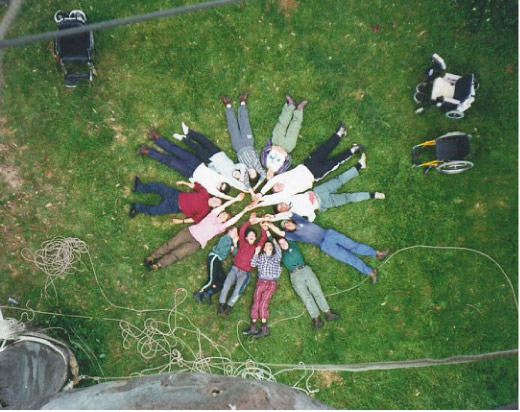
مجموعة من مشاركين يعانون من إعاقات جسدية بعد الانتهاء من التدريب في عام 1996.

التعليم في الهواء الطلق تشير عادة إلى التعلم المنظم الذي يقام في الهواء الطلق. تشمل برامج التعليم في الهواء الطلق في بعض الأحيان الخبرات السكنية أو الرحلات البرية التي يشارك الطلاب في مجموعة متنوعة من التحديات والمغامرات والأنشطة في الهواء الطلق مثل المشي، وتسلق الجبال، والتجديف، ودورات الحبال ومباريات المجموعة. مدارس غابات و جائزة جون موير من بين المنظمات التي تشجع وتوفير فرص التعلم في الهواء الطلق. توجه التعليم في الهواء الطلق على فلسفة ونظرية وممارسات التعليم التجريبي والتثقيف البيئي.

## روابط خارجية